# François Villeroy de Galhau
François Villeroy de Galhau (nacido el 24 de febrero de 1959) es un banquero y haut fonctionnaire (alto funcionario) francés y Gobernador del Banco de Francia desde el 1 de noviembre de 2015.

## Educación
Nacido en Estrasburgo, desciende de la familia de Villeroy de Galhau (copropietario del fabricante de cerámica Villeroy & Boch, con domicilio desde alrededor de 200 años en Wallerfangen (Sarre)); su alemán es perfecto.
Tras obtener su bachillerato francés en el Liceo Saint-Louis-de-Gonzague, y su grado de ingeniería en la Escuela Politécnica, estudió en la ENA (École nationale d'administration) hasta 1984.

## Carrera
Comenzó su carrera en la Inspection générale des finances.
De 1990 a 1993, fue asesor de política europea del Ministerio de Finanzas de Francia y luego del primer ministro de Francia, Pierre Bérégovoy; consiguió varios puestos al frente de departamentos de la Dirección du Trésor en Bercy y, a continuación, en Bruselas, como consejero financiero en la Misión Permanente de Francia.
Bajo el Gobierno de Lionel Jospin (1997 - 2002), fue (1997-1999) director de gabinete de Dominique Strauss-Kahn, 1999 -2000 de Christian Sautter (Ministro de Economía, Finanzas e Industria) y a partir de febrero de 2000 al 26 de agosto de 2003 el director general de la Direction générale des Impôts (directeur général des impôts).
En 2003, se convirtió en gerente general de Cetelem, una compañía que proporciona créditos minoristas de BNP Paribas , y de 2011 a 2015 fue director general para los mercados internos de BNP Paribas.
También es miembro de la junta de supervisión de Villeroy & Boch AG.
El primer ministro, Manuel Valls, le nombró para dirigir un comité que revisara la financiación de las inversiones. Comenzó en mayo de 2015.

## Otros
Es miembro de Gracques, un think tank francés socioliberal (fundado en 2007).
Ha apoyado la política de Mario Draghi de «dinero fácil» y felicitó las decisiones de Draghi durante la crisis del euro en 2012. Ha llamado los temores alemanes de inflación exagerados e irracionales.
El 8 de septiembre de 2015, el Presidente de Francia, François Hollande, lo nombró como próximo gobernador de la Banque de France. Christian Noyer (nacido en 1950), el Gobernador de la Banque de France desde 2003, terminó su mandato a finales de octubre de 2015. Otro candidato para el puesto era Benoît Coeuré, en representación de Francia en el Consejo de Gobierno del Banco Central Europeo.